# Semuy
Semuy ist eine französische Gemeinde mit 87 Einwohnern (Stand: 1. Januar 2022) im Département Ardennes in der Region Grand Est (bis 2015 Champagne-Ardenne). Sie gehört zum Arrondissement Vouziers, zum Kanton Attigny sowie zum Gemeindeverband Crêtes Préardennaises.

## Geographie

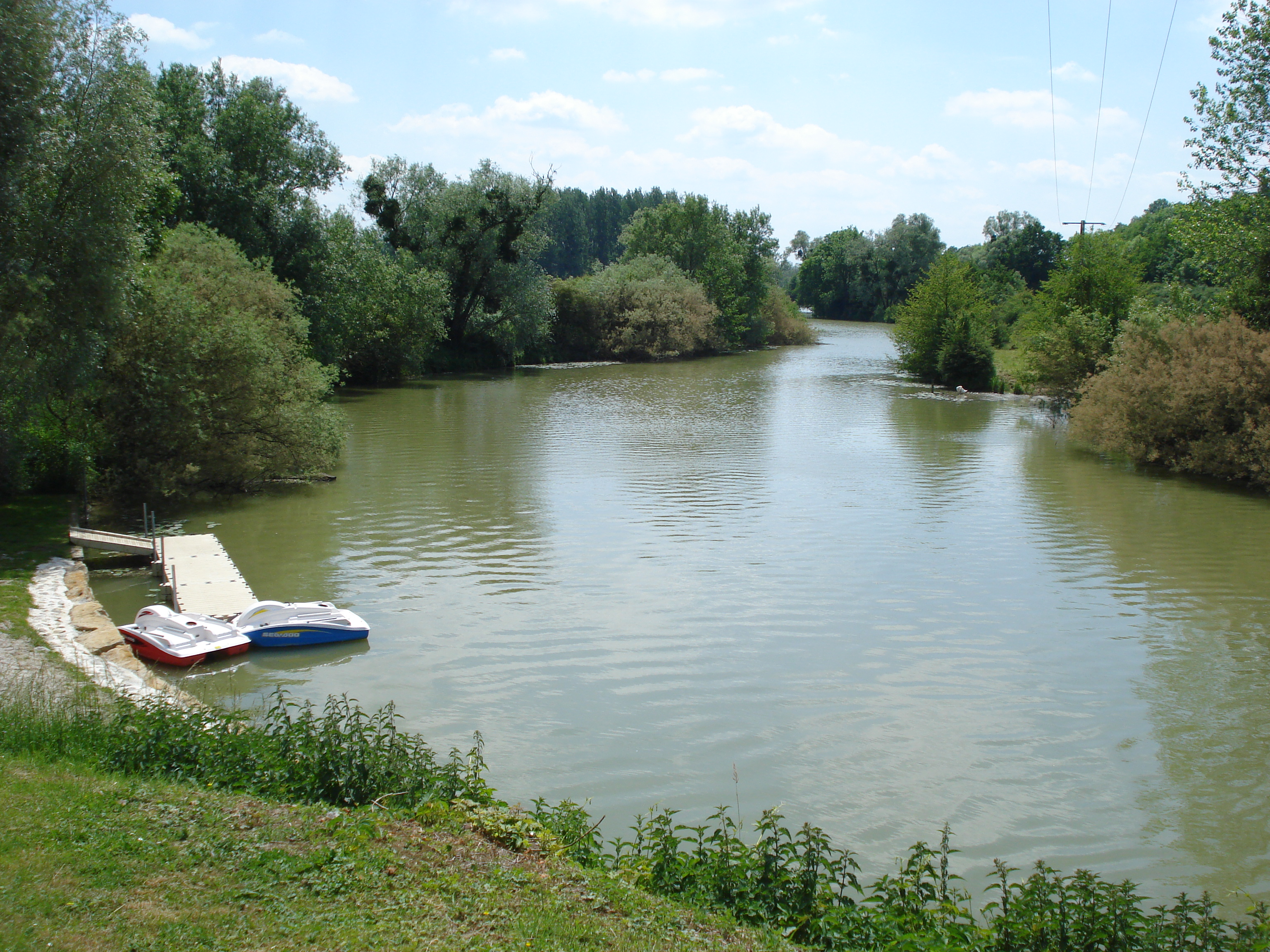
Die Aisne bei Semuy

Der Ardennenkanal verläuft durch das südliche Gemeindegebiet. Er mündet dort in die Aisne, die die südwestliche Gemeindegrenze bildet. Umgeben wird Semuy von den Nachbargemeinden Lametz im Norden, Neuville-Day im Osten, Voncq im Süden, Rilly-sur-Aisne im Südwesten sowie Saint-Lambert-et-Mont-de-Jeux im Westen.

## Bevölkerungsentwicklung
| Jahr                       | 1962 | 1968 | 1975 | 1982 | 1990 | 1999 | 2006 | 2011 | 2018 |
| Einwohner                  | 183  | 150  | 153  | 145  | 104  | 100  | 97   | 84   | 91   |
| Quellen: Cassini und INSEE |      |      |      |      |      |      |      |      |      |

## Sehenswürdigkeiten
- Kirche Saint-Nicolas, erbaut im 13. Jahrhundert, Monument historique seit 1920[1]
- Musée de la bataille, Museum in einer alten Wassermühle, das der Ardennenschlacht im Mai und Juni 1940 gewidmet ist.

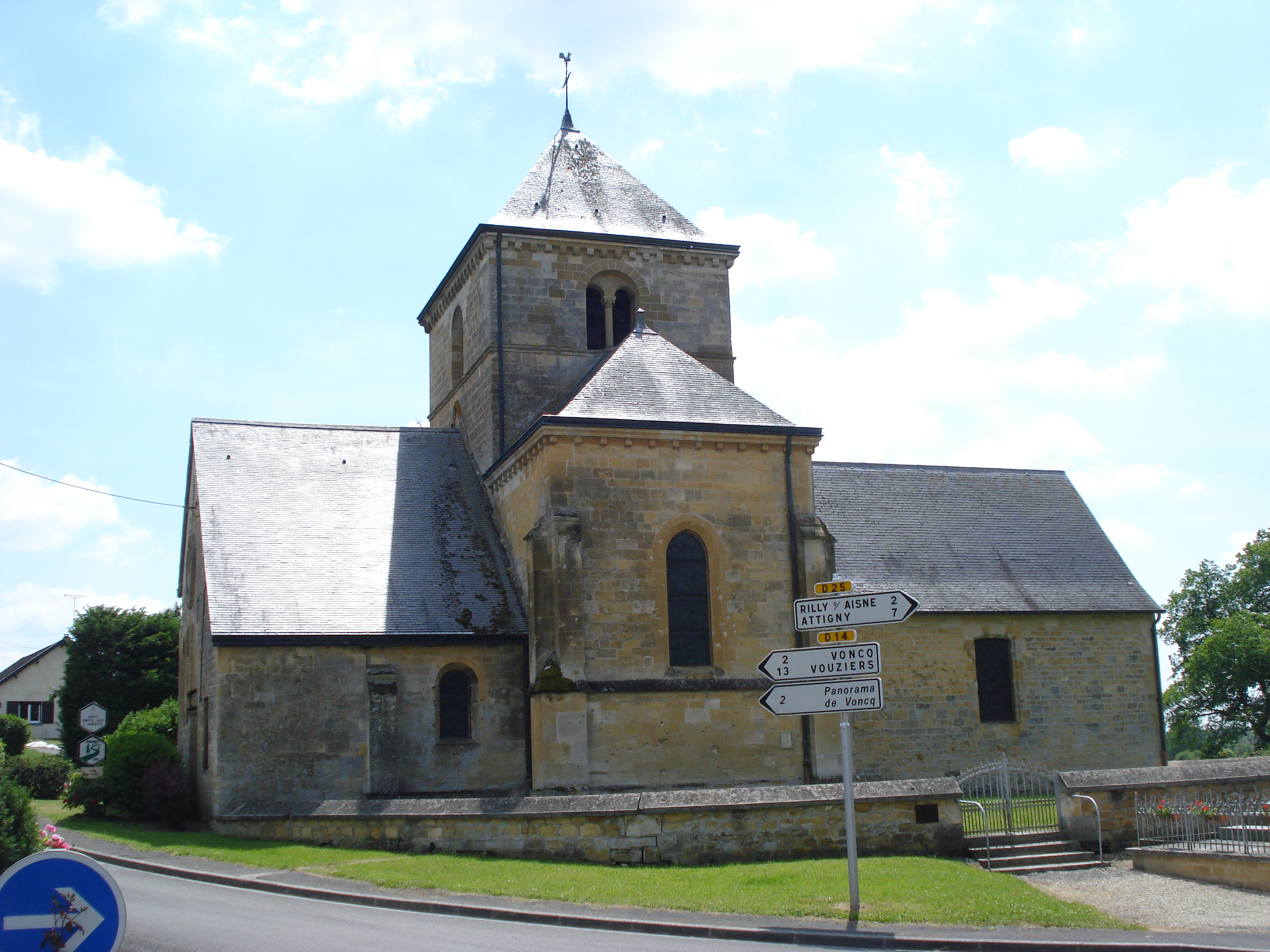
Kirche Saint-Nicolas
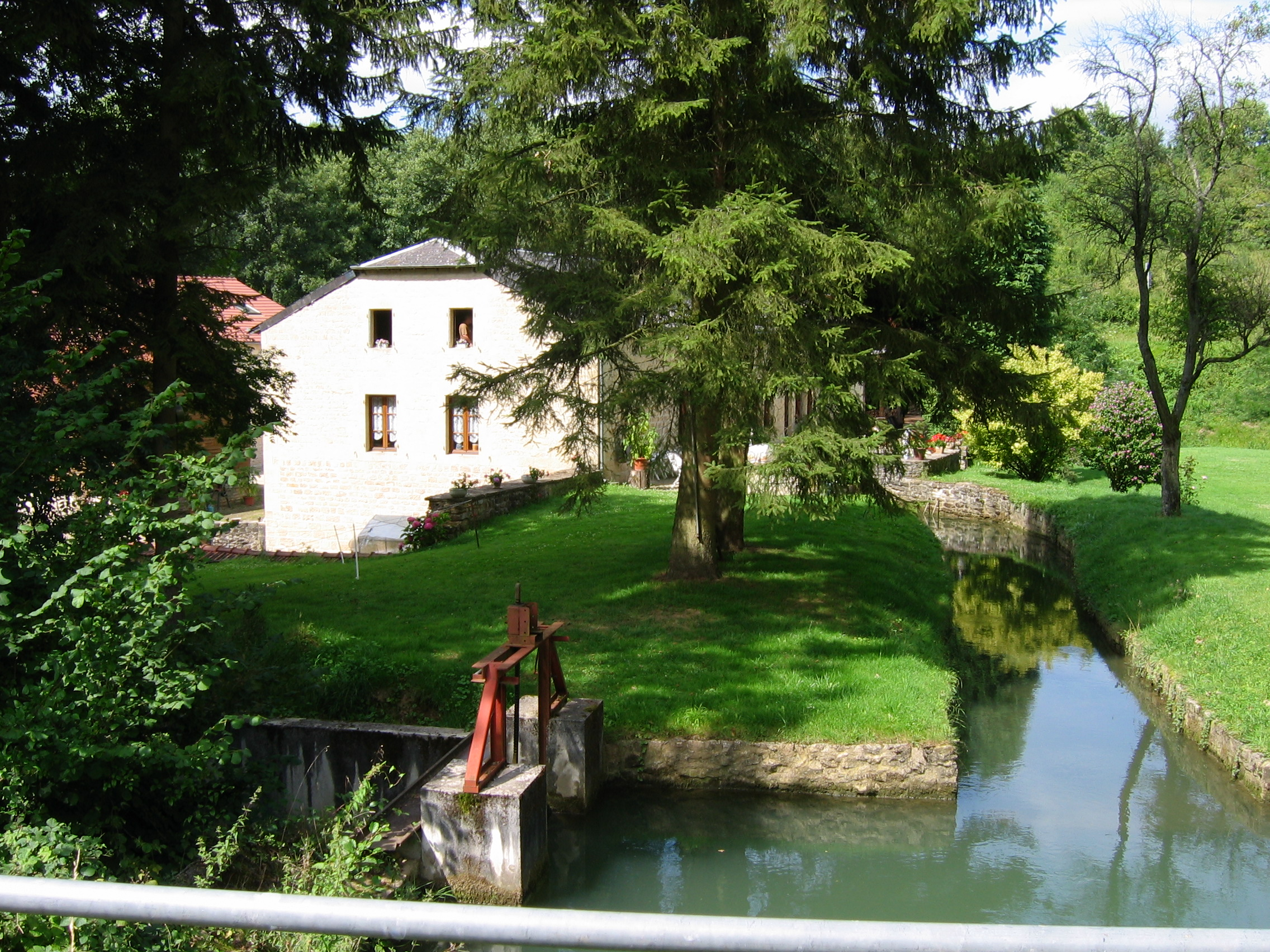
Musée de la bataille